# Ел Коронил
Ел Коронил (на испански: El Coronil) е населено място и община в Испания. Намира се в провинция Севиля, в състава на автономната област Андалусия. Общината влиза в състава на района (комарка) Бахо Гуадалкивир. Заема площ от 92 km². Населението му е 5042 души (по преброяване от 2010 г.). Разстоянието до административния център на провинцията е 53 km.

## Демография
| 1998 | 1999 | 2000 | 2001 | 2002 | 2003 | 2004 | 2005 | 2006 | 2007 |
| ---- | ---- | ---- | ---- | ---- | ---- | ---- | ---- | ---- | ---- |
| 5140 | 5114 | 5132 | 5139 | 5113 | 5085 | 5044 | 5044 | 5033 | 5045 |